# دیوید مک‌لین (بازیکن فوتبال)
دیوید مک‌لین (انگلیسی: David McLean; ۱۳ دسامبر ۱۸۹۰ – ۲۳ دسامبر ۱۹۶۷) بازیکن فوتبال اهل اسکاتلند بود.
از باشگاه‌هایی که در آن بازی کرده‌است می‌توان به باشگاه فوتبال برافورد پارک آونیو، باشگاه فوتبال داندی، باشگاه فوتبال شفیلد ونزدی، باشگاه فوتبال سلتیک، باشگاه فوتبال پرستون نورث اند، و باشگاه فوتبال رنجرز اشاره کرد.
وی همچنین در تیم ملی فوتبال اسکاتلند بازی کرده‌است.